# Atsinganosaurus
Atsinganosaurus is een geslacht van plantenetende sauropode dinosauriërs, behorend tot de groep van de Macronaria, dat tijdens het late Krijt leefde in het gebied van het huidige Frankrijk.

## Vondst en naamgeving
Xavier Valentin vond in 1992 een rijke fossielhoudende laag. Daarin bleken van 1993 af ook botten van sauropoden aanwezig. De resten van de soort werden in 2004 voor het eerst beschreven in een ongepubliceerde master thesis van E. Thouand.
De typesoort Atsinganosaurus velauciensis is in 2010 benoemd en beschreven door Géraldine Garcia, Sauveur Amico, Francois Fournier, Eudes Thouand en Xavier Valentin. De geslachtsnaam is afgeleid van het Byzantijns Griekse atsinganos, "zigeuner", een verwijzing naar een mogelijke migratie van de soort van oost naar west. De soortaanduiding verwijst naar de vindplaats Velaux-La Bastide Neuve van de Latijnse naam Velaucio uit.

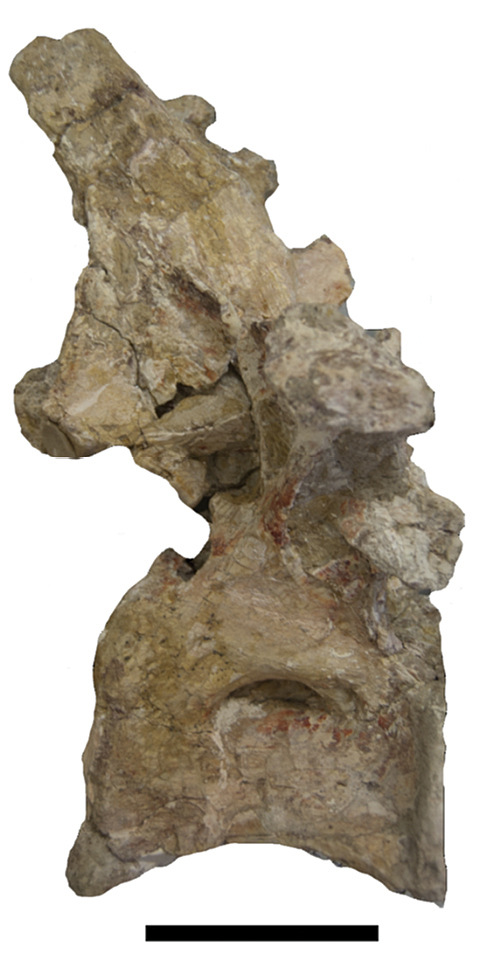
Een wervel van het holotype

Fossielen van de soort zijn gevonden in het Aix-en-Provence Basin in Zuid-Frankrijk dat stamt uit het late Maastrichtien, ongeveer 66 miljoen jaar oud. Het holotype, VBN.93.01.a-d, bestaat uit een aaneengesloten reeks van vier achterste ruggenwervels. Verder zijn nog een andere ruggenwervel (VBN.02.99), drie halswervels (VBN.93.12a, b, c), sacrale wervels in een heiligbeen (VBN.02.82), dertien staartwervels (VBN.93.03-08; VBN.02.110; VBN.00.01-03; VBN.93.MHNA.99.32-34), een schouderblad (VBN.93.11), een schoudergordel (VBN.02.78 a/b), twee opperarmbeenderen (VBN.00.12; VBN.93.MHNA.99.52) een middenhandsbeen (VBN.02.90), een linkerscheenbeen (VBN.02.109), een middenvoetsbeen (VBN.93.10) delen van de ledematen en vier losse tanden (VBN.02.03, 22, 53; VBN.93.MHNA.99.21) aan de soort toegeschreven. De botten zijn fragmentarisch maar de preservering ervan is goed. Het betreft minstens twee individuen, vermoedelijk beide volwassen exemplaren. De botten zijn verspreid over drie collecties, die van de Université de Poitiers, de Université de Provence en het Muséum d’Histoire Naturelle d’Aix-en-Provence.
In 2018 werd de soort opnieuw beschreven. Daarbij werd nieuw materiaal toegewezen dat was opgegraven in 2009 en 2012, waaronder een hersenpan, delen van het bekken en een rechterdijbeen.

## Beschrijving
Atsinganosaurus is een vrij graciel gebouwde en kleine sauropode met een lichaamslengte van zo'n tien meter. Het scheenbeen is drieënvijftig centimeter lang. In 2018 werd gesteld dat zeer grote individuen wellicht veertien meter lang konden worden bij een gewicht van boven de vijf ton. Er zou desalniettemin sprake zijn van een zekere dwergvorming. In 2020 werd gesteld dat de oorsrponkelijke lengteschatting te hoog lag en van tien naar vier tot negen meter moest worden bijgesteld.
De beschrijvers zagen een duidelijk onderscheid met andere Europese sauropoden uit de periode, zoals Lirainosaurus, Ampelosaurus en Magyarosaurus. Hun diagnose uit 2010 bestond slechts uit saillante kenmerken en werd in 2018 in haar totaliteit verworpen.
In 2018 werd één autapomorfie vastgesteld, unieke afgeleide eigenschap. Bij het darmbeen heeft het aanhangsel voor het schaambeen een holle achterkant op de onderste helft, begrensd door twee scherpe richels. Verder was er nog een aantal "lokale" autapomorfieën, waarin de soort afweek van zowel direct onder als direct boven in de stamboom geplaatste verwanten. De voorste en middelste halswervels hebben geen pleurocoelen. Bij de halswervels is de lengte meer dan driemaal groter dan de hoogte van het achterfacet. Bij de ellepijp steekt de processus olecrani boven het niveau van het bovenste gewrichtsvlak uit.

## Fylogenie
De beschrijvers wezen de soort voorlopig toe aan de Titanosauria, als een mogelijk basaal lid van de Lithostrotia en een verwant van Malawisaurus. Deze positie in de stamboom, het ontbreken van een directe verwantschap met de andere sauropoden in het gebied, zou een aanwijzing zijn dat in het late Krijt dinosauriërs in de Europese Archipel van oost naar west migreerden. In 2018 werd Atsinganosaurus in de Lirainosaurinae geplaatst als zustersoort van de Franse Ampelosaurus. Dit werd nu gezien als juist een bewijs voor een lokale endemische ontwikkeling van de groep.